# 王褘
王袆（1322年—1374年），字子充，号华川，婺州路義烏（今浙江義烏）人。幼敏慧，師柳貫、黃溍，有文名，元末隱居青巖山中。
先祖王彦超，祖父王炎泽，字威仲。王袆於至治二年十一月十七日出生。幼敏慧，早年師從黄溍、柳贯，与同门宋濂齐名。至正十五年（1355年），为避战乱，迁居县南十里青岩傅。至正十八年（1359）十二月十八日，朱元璋到婺州（今金华），王袆随使者拜见朱元璋，朱元璋任命为中书分省掾吏，後來成為胡大海的幕僚。朱元璋平定江西，王袆撰成《平江西颂》，朱元璋阅后大喜说：“吾固知浙东有二儒，卿与宋濂耳，学问之博，卿不如清；才思之雄，濂不如卿。”胡大海遇害，李文忠延聘王袆。至正二十五年（1365）五月，授侍礼郎兼引进使。洪武元年（1368），被谪贬漳州通判。洪武二年（1369）二月，成立元史局于天界寺，王袆奉诏归京，任《元史》总裁官。洪武五年（1372）正月初五，出使云南，為把匝剌瓦尔密所殺，年五十二岁。
王褘師事柳貫、黃溍，學有原本，兼優謀略，以文章名於世，與宋濂並稱“浙東二儒”。著有《王忠文公文集》二十四卷、《大事記續編》七十七卷、《重修革象新書》二卷等。